# 가승호
가승호(賈勝胡, ? ~ 기원전 78년)는 전한 중기의 관료이다.

## 행적
원봉 원년(기원전 80년), 좌풍익에 임명되었다.
원봉 3년(기원전 78년), 죄인 후사오(侯史吳)가 탈옥한 사건에 정위 왕평·소부 서인과 함께 연루되었고, 왕평과 함께 요참에 처해졌다.

## 출전
- 반고, 《한서》
  - 권7 소제기
  - 권19하 백관공경표 下

| 전임 한불해 | 전한의 좌풍익 기원전 80년 ~ 기원전 78년 4월 | 후임 전광명 |